# Kaana Siib Kanna Saar
Kaana Siib Kanna Saar war die Nationalhymne des 1960 für wenige Tage bestehenden unabhängigen Somaliland.

## Geschichte
Im Rahmen der Dekolonisation Afrikas wurde am 26. Juni 1960 die Kolonie Britisch-Somaliland unabhängig. Für die Unabhängigkeitsfeier wurde von R. A. Y. Mitchell, dem Kapellmeister der Militärkapelle der Royal Highland Fusiliers, eine Nationalhymne komponiert. Sie basierte auf lokaler Volksmusik, einen Text gab es nicht.
Am 1. Juli 1960 vereinigte sich Somaliland mit Italienisch-Somaliland, das an diesem Tag seine Unabhängigkeit erlangte, zur Republik Somalia. Danach wurde Kaana Siib Kanna Saar nicht mehr als Nationalhymne verwendet.
Die Nationalhymne des seit 1991 bestehenden Somalilands ist Samo ku waar.